# Ruth Bader Ginsburg
Ruth Joan Bader Ginsburg (powszechnie określana inicjałami RBG, ur. 15 marca 1933 w Nowym Jorku, zm. 18 września 2020 w Waszyngtonie) – amerykańska prawniczka i sędzia Sądu Najwyższego Stanów Zjednoczonych w latach 1993–2020.
W 1993 roku została drugą kobietą w historii powołaną do pełnienia funkcji sędziego Sądu Najwyższego Stanów Zjednoczonych (po Sandrze Day O’Connor, która została mianowana przez Ronalda Reagana w 1981 roku), będąc następczynią sędziego Byrona White’a, powołaną przez prezydenta Billa Clintona.
W kręgach prawniczych była znana z liberalnego podejścia do prawa, zwracała szczególną uwagę na sprawy dotyczące równouprawnienia płci, dyskryminacji ze względu na płeć, rasę i orientację seksualną.

## Życiorys

### Wczesne lata i kariera
Urodziła się w Nowym Jorku w rodzinie żydowskiej, jako druga córka Nathana i Celii Bader. Matka zmarła na raka, zanim Ruth ukończyła liceum.
Wyższą edukację rozpoczęła na Uniwersytecie Cornella, gdzie studiowała nauki polityczne i w 1954, z najlepszym wynikiem, uzyskała licencjat. W tamtym okresie zaczęła również spotykać się z Martinem Ginsburgiem, który wkrótce został jej mężem. Jesienią 1954 została przyjęta na Wydział Prawa Uniwersytetu Harvarda (Harvard Law School), gdzie była jedną z dziewięciu kobiet pośród ponad pięciuset studentów. Mimo trudnej atmosfery, z jaką spotykały się studentki na uczelni, osiągała świetne wyniki i została przyjęta do grona redaktorów przeglądu prawniczego („Harvard Law Review”). To wówczas musiała stawić czoła rodzinnemu dramatowi, jakim był rak zdiagnozowany u jej męża, który również studiował prawo na Harvardzie. W czasie gdy był poddawany długotrwałej radioterapii, Ruth chodziła za niego na zajęcia i przepisywała jego referaty, nie zaniedbując jednocześnie własnych obowiązków na uczelni. Terapia okazała się skuteczna i Martin został w pełni wyleczony. Ukończył studia i zdobył pracę w jednej z nowojorskich kancelarii prawnych. Chcąc pozostać blisko męża, Ginsburg przeniosła się z Harvardu na Wydział Prawa Uniwersytetu Columbia (Columbia Law School), gdzie również brała udział w redagowaniu przeglądu prawniczego (stała się tym samym pierwszą kobietą, która redagowała przeglądy prawnicze na dwóch bardzo cenionych uczelniach amerykańskich). W 1959 ukończyła studia z tytułem licencjata nauk prawnych (Bachelor of Laws, LL.B.), uzyskując najlepsze wyniki na roku. W 2009 Uniwersytet Willamette przyznał Ginsburg honorowy doktorat nauk prawnych, podobnie uczyniły w 2010 Uniwersytet Princeton oraz Uniwersytet Harvarda w 2011.
W latach 1959–1961 była asystentką sędziego Edmunda L. Palmieriego w federalnym Sądzie Rejonowym dla Południowego Rejonu Nowego Jorku. Pomimo rekomendacji dziekana Wydziału Prawa Uniwersytetu Harvarda nie uzyskała asystentury u sędziego Sądu Najwyższego USA Felixa Frankfurtera, który odrzucił jej kandydaturę.
W latach 1961–1963 pracowała na Wydziale Prawa Uniwersytetu Columbia, gdzie prowadziła badania na temat szwedzkiego systemu prawnego. W latach 1963–1972 wykładała prawo na Uniwersytecie Rutgersa (Rutgers University School of Law), natomiast w latach 1972–1980 na Uniwersytecie Columbia (była pierwszą kobietą zatrudnioną tam na stanowisku profesorskim, współtworzyła wówczas podręcznik na temat dyskryminacji ze względu na płeć).
W 1972 utworzyła Inicjatywę Praw Kobiet w Amerykańskim Związku Swobód Obywatelskich, zaś rok później została głównym radcą prawnym tego Związku. W tej to roli wielokrotnie występowała przed Sądem Najwyższym, gdzie prowadziła tak istotne sprawy dla problematyki równościowej jak Reed v. Reed, Frontiero v. Richardson, Weinberger v. Wiesenfeld czy też Duren v. Missouri.

### Kariera sędziowska
14 kwietnia 1980 prezydent Jimmy Carter nominował ją na sędzię federalnego Sądu Apelacyjnego dla Okręgu Dystryktu Columbia, najbardziej prestiżowego amerykańskiego sądu federalnego po Sądzie Najwyższym. Ginsburg orzekała w sądzie apelacyjnym przez kolejnych 13 lat. Pomimo różnic światopoglądowych zaprzyjaźniła się wówczas z Antoninem Scalią, który do 1986 (kiedy to Ronald Reagan nominował go do Sądu Najwyższego) był sędzią w tym samym sądzie apelacyjnym. Jak się później okazało, Ginsburg i Scalii dane było spotkać się po kilku latach już w roli sędziów Sądu Najwyższego.
14 czerwca 1993 prezydent Bill Clinton nominował ją do Sądu Najwyższego w miejsce Byrona White’a, który przeszedł w stan spoczynku. Ginsburg została polecona na to stanowisko przez ówczesną prokurator generalną USA Janet Reno. Sam Clinton wypowiadał się, że urzekły go ścieżka życiowa Ginsburg oraz jej skromność, o której mógł się przekonać podczas prywatnej rozmowy w Białym Domu.
W trakcie przesłuchania przed senacką komisją ds. sądownictwa Ginsburg odmówiła odpowiedzi na większość pytań dotyczących jej osobistych poglądów, nie zgodziła się też spekulować, jak orzekałaby w hipotetycznych sprawach, które mogłyby stanąć przed Sądem Najwyższym. Wielu senatorów było sfrustrowanych takim obrotem sprawy, jednak Ginsburg tłumaczyła, że wdając się w spekulacje, zachowałaby się niestosownie do roli sędziego. Ostatecznie Senat zatwierdził nominację Ginsburg stosunkiem głosów 96 do 3. Ślubowanie sędziowskie złożyła 10 sierpnia 1993.
W Sądzie Najwyższym sędzia Ginsburg kojarzona była ze skrzydłem liberalnym. Dała się poznać jako jedna z bardziej aktywnych sędziów podczas rozpraw. Popierała prawo do przerywania ciąży poprzez częściowe urodzenie (ang. partial-birth abortion) (Stenberg v. Carhart), swobodę stosunków homoseksualnych (Lawrence v. Texas) i brak ograniczeń w handlu grami wideo uznanymi za agresywne (Brown v. Entertainment Merchants Association), zakaz prowadzenia kampanii wyborczych przez korporacje (Citizens United v. Federal Election Commission) oraz była przeciw symbolom religijnym na publicznym terenie (Salazar v. Buono). Orzekając w sprawach dotyczących kary śmierci, Ginsburg kierowała się obowiązującym precedensem (Gregg v. Georgia), zgodnie z którym kara ta, po spełnieniu określonych warunków, nie jest sprzeczna z konstytucją. Niemniej w wystąpieniach publicznych (np. na spotkaniu ze studentami prawa w San Francisco we wrześniu 2011) sygnalizowała, że chciałaby, aby Sąd Najwyższy wrócił do orzeczenia z 1972 (Furman v. Georgia), kiedy to uznano, że nie ma możliwości wymierzania kary śmierci w sposób sprawiedliwy, a co za tym idzie – jest ona niezgodna z ósmą poprawką do konstytucji.
W 2000 należała do mniejszości (obok Johna Paula Stevensa, Davida Soutera, Stephena Breyera), która stanowczo wystąpiła przeciwko orzeczeniu Sądu Najwyższego uznającego niekonstytucyjność ponownego przeliczenia głosów oddanych na Florydzie w wyborach prezydenckich, czym usankcjonowano zwycięstwo George’a W. Busha.
W 2020 roku, niedługo przed śmiercią otrzymała Philadelphia Liberty Medal.

### Śmierć
Od 2009 roku Ginsburg cierpiała na raka trzustki, a wcześniej na raka jelita grubego. W grudniu 2009 roku została poddana operacji usunięcia zmian w płucach, zaś w lipcu 2020 roku poinformowała opinię publiczną o kontynuacji swojej pracy w Sądzie Najwyższym pomimo nawrotu choroby nowotworowej i poddania się chemioterapii.
Zmarła w wieku 87 lat dnia 18 września 2020 roku w wyniku komplikacji wywołanych przez przerzuty raka trzustki.